# Татаринцев, Алексей Александрович
Алексей Александрович Татаринцев (род. 11 мая 1981, Бурнак, Тамбовская область) — российский оперный певец, тенор. Лауреат национальной театральной премии «Золотая маска» (2016). Приглашённый солист Большого театра, артист «Новой оперы».

## Биография
Родился 11 мая в 1981 году в селе Бурнак Жердевского района Тамбовской области в семье работников культуры. Мать — преподаватель танцев в Доме культуры, отец — выпускник культпросветучилища. Игрой на музыкальных инструментах владели бабушка и дедушка. В музыкальной школе не учился, но талант и навыки помогли ему за два года подготовиться к поступлению на дирижёрско-хоровое отделение университета имени Г. Р. Державина в Тамбове, где проходил обучение у профессора Владимира Козлякова.
С пятого курса Тамбовского государственного университета перевёлся на второй курс Академии хорового искусства. Его педагогом была Вера Александрова, под руководством которой он прошёл весь курс обучения и закончил аспирантуру.
Уже во время учебы стал солистом академического хора. С 2005 по 2008 годы работал в хоре Сретенского монастыря. В 2008 году артиста приняли в коллектив театра «Новая опера». На сцене артст дебютировал в спектакле «Евгений Онегин» в партии Трике.
В 2010 году голос молодого тенора зазвучал на сцене Большого театра, в концертном исполнении оперы «Вишнёвый сад» Филиппа Фенелона. В 2023 году Татаринцев выступал вместе с баритоном Василием Ладюком и басом Николаем Диденко в программе «Песни нашей Родины» в Концертном зале имени П. И. Чайковского. На концерте в Зарядье спел на сцене вместе с Аидой Гарифуллиной. В декабре 2023 года Алексей Татаринов стал амбассадором Тамбовской области на Международной выставке-форуме «Россия».
Татаринцев участвовал на фестивалях во Франции, Германии, Японии, Италии, США и Бельгии. Выступал в спектаклях Мариинского театра, Палм Бич Оперы (США), Оперы Мальмё (Швеция), в Королевской опере Версаля.

## Семья
Женат на оперной певице Агунде Кулаевой, воспитывают троих детей: сын — Даниил и две дочери — Виолетта и Амелия.

## Награды и звания
- «Заслуженный артист Республики Северная Осетия-Алания».
- Лауреат премии города Москвы в области литературы и искусства в номинации «Музыкальное искусство» (2016);
- Лауреат Российской национальной театральной премии «Золотая маска» в номинации «Лучшая мужская роль» за партию Ромео в спектакле «Ромео и Джульетта»(2016);
- Лауреат Национальной оперной премии «Онегин» в номинации «Мастер сцены» за роль Рудольфа в спектакле «Богема» (2016);
- Лауреат Международного конкурса вокалистов им. М. И. Глинки (III премия, Москва, 2009);
- Лауреат II Московского международного конкурса оперных артистов Галины Вишневской (III премия, 2008);
- Лауреат Международного конкурса теноров памяти Лучано Паваротти (I премия, Санкт-Петербург, 2008).

## Роли и исполнение
- Владимир Игоревич — «Князь Игорь» А. П. Бородина;
- Ленский, Трике — «Евгений Онегин» П. И. Чайковского;
- Альфред — «Летучая мышь» И. Штрауса;
- Герцог Мантуанский — «Риголетто» Дж. Верди;
- Граф Альмавива — «Севильский цирюльник» Дж. Россини;
- Неморино — «Любовный напиток» Г. Доницетти;
- Принц Рамиро — «Золушка» Дж. Россини;
- Тамино — «Волшебная флейта» В. А. Моцарта;
- Щелкунчик-принц — «Щелкунчик. Опера» П. И. Чайковского;
- Ромео — «Ромео и Джульетта» Ш. Гуно;
- Рудольф — «Богема» Дж. Пуччини;
- Эдгардо Равенсвуд — «Лючия ди Ламмермур» Г. Доницетти;

Богдан Собинин — «Жизнь за царя» М. И. Глинки, концертное исполнение;
Менестрель — «Орлеанская дева» П. И. Чайковского, концертное исполнение;
Тебальдо — «Капулетти и Монтекки» В. Беллини, концертное исполнение;
Молодой цыган — «Алеко» С. В. Рахманинова, концертное исполнение.